# Чифтен
«Чи́фтен» (англ. Chieftain — «вождь») — основной боевой танк Великобритании, состоявший на вооружении армии Соединённого Королевства в 60-х и 70-х годах XX века.
Сочетая в себе высокую огневую мощь с мощным бронированием, «Чифтен» оценивался некоторыми специалистами как один из сильнейших западных танков того времени. На этой машине впервые было установлено полулежачее кресло водителя — конструкция, позволившая значительно уменьшить высоту танка.

## История создания и производства
Танки «Чифтен» явились логическим продолжением линии танков «Центурион», хорошо зарекомендовавших себя в различных военных конфликтах. Вторая мировая война привела к серьёзным изменениям в британской военной доктрине. В частности, после столкновений с хорошо защищёнными немецкими танками англичане пришли к выводу, что нельзя пренебрегать огневой мощью и бронированием в пользу маневренности. Данная концепция была подтверждена в ходе Корейской войны, где хорошо вооруженные и бронированные английские танки с успехом применялись во многих операциях.
Компания «Лейланд», вовлечённая в производство танка «Центурион», учла эти выводы при разработке прототипов нового танка, которые были затем отправлены в Военное министерство Великобритании. В 1959 году был выпущен первый прототип, с 1960 проводились испытания машин, а в 1966 году начался их серийный выпуск. Танк «Чифтен» был разработан так, чтобы быть настолько защищённой машиной, насколько это только возможно. Огневая мощь также была поставлена во главу угла: на танке была установлена нарезная 120-мм пушка; пушек с большим калибром на танках западных стран в то время не было. На первых предсерийных машинах выявилась недостаточная скорость и маневренность, что являлось следствием тяжелого бронирования в сочетании с ограниченными возможностями многотопливного двигателя L60, что являлось существенным недостатком новой машины. Изменения, внесённые в конструкцию двигателя, позволили довести мощность в начале до 650 л. с., что привело к увеличению скорости и маневренности до требуемого уровня и первые серийные танки стали поступать в войска под индексом Mk.2, позднее в 1971 и 1976 годах двигатели вновь заменялись на ещё более мощные — 750 л. с. и 810 л. с. соответственно. Также на машины выпускаемые с начала 1980-х устанавливался дизельный двигатель «Роллс-Ройс Кондор» мощностью 1200 л. с. Помимо установки новых двигателей танк постоянно модернизировался с заменой на новейшие образцы систем управления ведения огнём, наблюдения, радиосвязи и т. д.

## Конструкция
Чифтен на бронетанковом ремонтном заводе «Шахид Зархаран Центр» в г. Тегеран
К началу 60-х годов пружинно-балансирная подвеска «Центуриона» применённая на Чифтене не имела резервов по модернизации и абсолютно устарела.
| Элемент бронирования                         | Лоб башни | Верхний лоб корпуса | Нижний лоб корпуса                                          |
| -------------------------------------------- | --------- | ------------------- | ----------------------------------------------------------- |
| при действии снарядов кинетического действия | 360 мм    | 350 мм              | 320 мм хотя в таблице указано 76 под 45 °, что равно 108 мм |
| при действии кумулятивных боеприпасов        | 400 мм    | 360 мм              | 330 мм                                                      |

## Модификации
- Mk 1 — учебный танк.

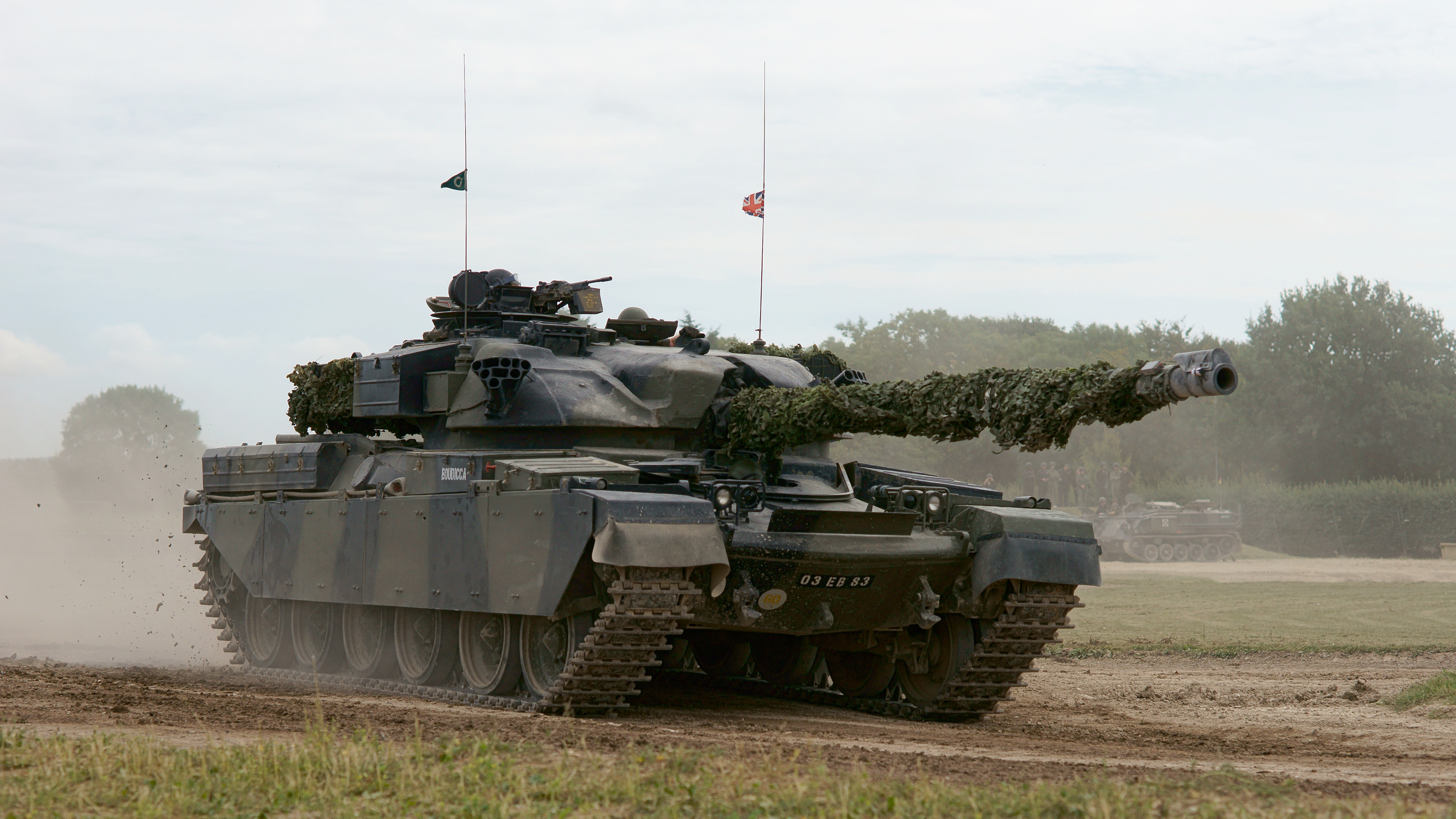
«Чифтен» Mk XI

- Mk 2 — первый серийный образец, двигатель Mk.IV мощностью 650 л. с. (585 л. с.[3])
- Mk 3 — установлен лазерный дальномер, новые инфракрасные приборы, а также командирская башенка.
- Mk 5 — двигатель мощностью 760 л.с (559 кВт) электронный баллистический вычислитель, бесподсветочные приборы ночного видения.
- Mk 6, Mk 7, Mk 8 — ранние модели, доведённые до уровня Mk 5.
- Mk9, Mk10, Mk11, Mk12 — переоборудование всех предыдущих серий Mk 6, Mk 7, Mk 8, Mk 5 соответственно, новой системой управления огнём и встроенной системой выверки прицела наводчика, установка дополнительной литой броневой защиты «Стиллбрю» на лбу башни.
- Шир-1 (Shir-1 (FV 4030/2))

Первой страной, сделавшей запрос предложения на приспособленный для своих условий танк Chieftain, был Иран. В 1971 году Иран заказал 707 танков и 73 бронированные ремонтно-эвакуационные машины на их базе. В дальнейшем Тегеран планировал закупить еще 1200 танков, но его не устроили имевшиеся характеристики предлагаемой техники. Иранские военные выставили список недостатков «Чифтена», которые требовалось исправить перед поставкой. Прежде всего критике подверглась недостаточная мощность двигателя и, как следствие, недостаточные ходовые качества танка. Также иранцы остались недовольны недостаточно плавным ходом машины на пересеченной местности.
После уточнения всех подробностей претензий иранской стороны в 1974 году британцы запустили проект под названием Shir Iran («Лев Ирана»). Предполагалось, что благодаря срокам начала серийного строительства обновленных танков Chieftain удастся поставить заказчику первые модернизированные машины уже в рамках первого контракта. Великобритания, выполняя свои обязательства по первому договору, первоначально поставляла в Иран танки «Чифтен» модели Mk.3/3P, незначительно отличавшиеся от версии для собственных вооруженных сил.
В качестве основы для танка Shir Iran была выбрана бронемашина Chieftain Mk.5. Ее характеристики предполагалось улучшить при помощи новой силовой установки и обновления электронного оборудования. Согласно проекту обновления, в МТО танка должен был стоять дизельный двигатель Rolls-Royce CV-12TCA мощностью 1200 лошадиных сил и гидромеханическая трансмиссия David Brown Engineering TN-37 с гидрообъемной передачей. При такой силовой установке «Лев Ирана» имел удельную мощность более 23 л. с. на тонну, что было примерно в полтора раза выше, чем у базового танка «Чифтен». В то же время, разработка и доводка нового танкового дизеля затянулась. Специалисты фирмы Rolls-Royce не уложились в установленные сроки, из-за чего Британии пришлось выступать с новым предложением по контракту.
Английская и иранская стороны пришли к договоренности о постепенном совершенствовании танка и поставках техники несколькими партиями с последующими улучшениями. В середине семидесятых Иран получил первые 187 танков Chieftain в доработанном варианте Mk.5P (альтернативное обозначение FV 4030/1). Они имели старую силовую установку, свойственную модификации Mk.5, но при этом оснащались новой системой управления трансмиссией, усиленной противоминной защитой и дополнительными амортизаторами на задних опорных катках. Незначительно изменилась конструкция топливных баков и некоторых других агрегатов.
125 танков из следующей партии носили новое название: Shir-1 (FV 4030/2). Они получили новую усиленную подвеску и обновленную гидромеханическую трансмиссию. Однако дизель CV-12TCA все еще не был готов и пришлось обойтись имевшимися на тот момент двигателями приемлемой мощности. Согласно разным источникам, танки «Шир-1» оснащались дизелями мощностью 850—900 л. с. Обновление защиты и боевого модуля отложили на следующую модификацию.
- Шир-2 (Shir-2 (FV 4030/3))

Для танков Shir-2 (FV 4030/3) разработали обновленный корпус и сварную башню. Важным нововведением в конструкции стало применение комбинированной брони Chobham. В дополнение к стандартному вооружению танка предусмотрели использование новой системы управления огнем, в состав которой вошел комбинированный дневной/ночной перископический прицел и иные компоненты. На танке Shir-2 применялась новая гидропневматическая подвеска, созданная фирмой Dunlop. Силовая установка с 1200-сильным двигателем все еще находилась на стадии испытаний.
Британцы успели построить лишь семь прототипов танка Shir-2. Проектирование и испытания этой бронемашины длились до 1979 года. После исламской революции новая власть Ирана разорвала контракт на поставку английских танков. В результате этого вооружённые силы ближневосточного государства успели получить лишь 700 танков нескольких модификаций. Проект Shir-2 был закрыт за ненадобностью, но некоторые наработки по нему впоследствии использовались в других разработках.
- Mobarez

Иранская модификация включала в себя: модифицированный корпус, лазерный дальнометр и более мощный двигатель. Модификация на вооружении с 2006 года.
- Халид (Khalid FV 4030P2J)

В середине семидесятых интерес к британским танкам «Чифтен» проявила Иордания. Переговоры по контракту затянулись до конца десятилетия, но в итоге странам удалось найти общий язык и определить облик танка, необходимого Иордании. Перспективный танк для этой страны получил название Khalid и индекс FV 4030P2J.
Фактически танк представлял собой небольшую модернизацию танка Shir-1. Незначительным доработкам подверглась конструкция корпуса, поскольку бронемашина получила новый двигатель. После нескольких лет работы танк семейства Chieftain наконец получил дизель мощностью 1200 л. с. Им стал форсированный вариант двигателя Perkins CV-12 1000. Также к этому времени завершилась доводка гидромеханической трансмиссии TN-37. В боевом отделении танка Khalid установили новую систему управления огнем фирмы Markoni Space and Defense. При этом, несмотря на все изменения в составе оборудования, обновленный танк внешне практически ничем не отличался от версии Mk.5. Две бронемашины различало лишь расположение коробов для снаряжения на башне и несколько других незначительных деталей.

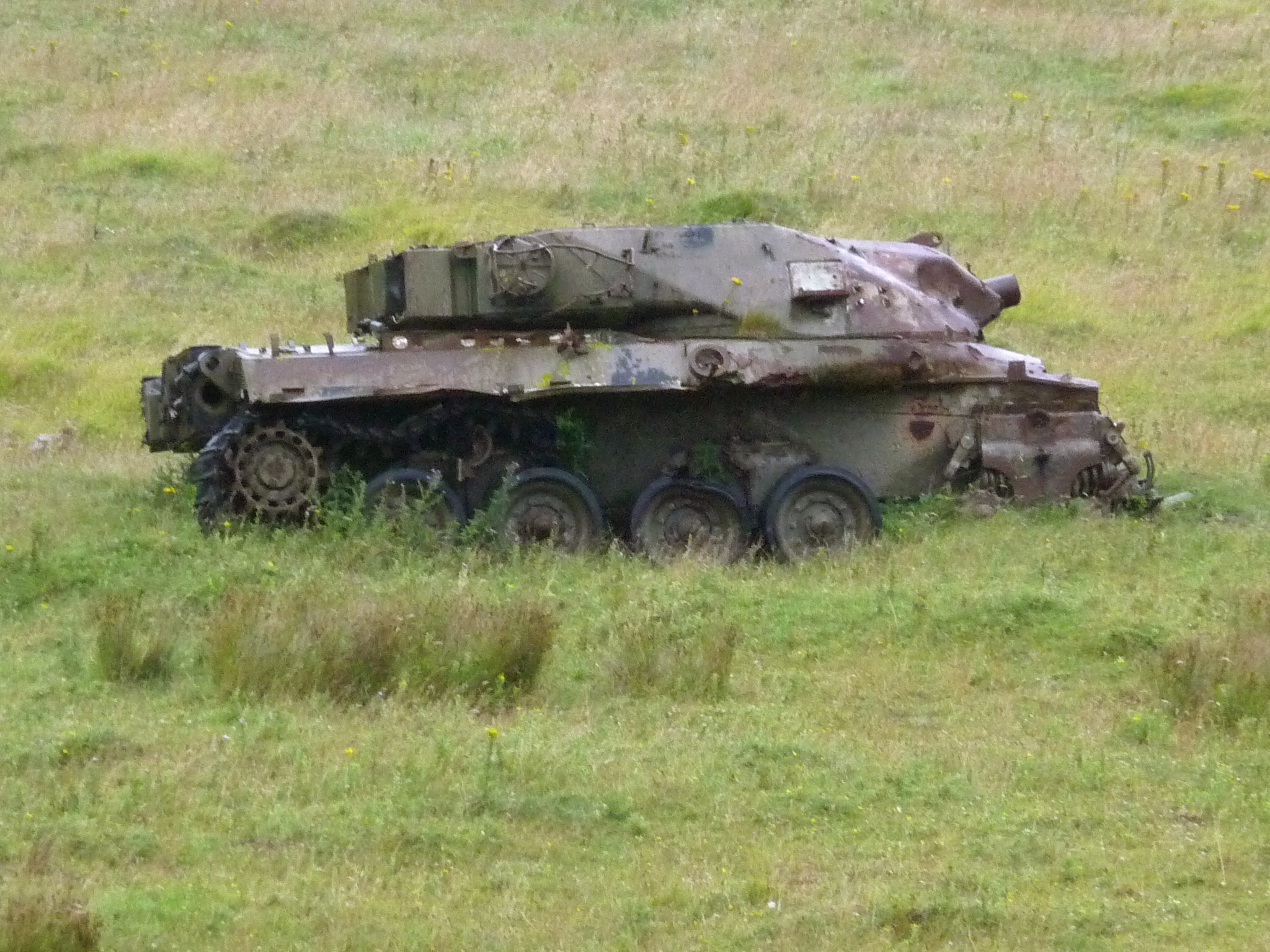
На полигоне в Великобритании

В соответствии с первым договором от 1979 года, Великобритания построила и поставила Иордании 274 танка. Позже усилиями английских и иорданских предприятий количество этих машин в вооруженных силах ближневосточного королевства возросло до 350 единиц.
- Chieftain-800/900

В начале восьмидесятых англичане создали новую модификацию танка «Чифтен», предназначенную для экспортных поставок. Авторы проекта из компании Vickers постарались учесть все имевшиеся на тот момент пожелания заказчиков и существующие тенденции в области основных танков. В результате появился проект под названием Chieftain-800/900.
Новый танк для третьих стран представлял собой дальнейшее развитие модификаций модели Mk.5. Он получил усиленное бронирование обновленных корпуса и башни. Как и «Шир-1», Chieftain-800/900 предлагалось оснащать комбинированной броней Chobham. Лобовая часть корпуса была выполнена по устаревшей схеме «щучий нос», использовавшейся на некоторых танках середины прошлого века. Демонстрировавшийся на выставках вооружения прототип нового «Чифтена» имел характерные обводы, сформированные сопряженными плоскими деталями. Вероятно, это было обусловлено широким использованием комбинированной многослойной брони.
После обновления корпуса и башни масса танка возросла до 56 тонн, в связи с чем понадобилась достаточно мощная силовая установка. Заказчикам предлагались два варианта танка, отличавшиеся друг от друга мощностью дизельного двигателя. Так, на «Чифтен-800» предполагалось устанавливать 800-сильный дизель, а на «Чифтен-900» — двигатель мощностью 900 л. с. В обоих вариантах поставщиком двигателя являлась компания Rolls-Royce. Для упрощения и удешевления конструкции экспортные танки имели механическую трансмиссию TN-12/1000, одинаковую для обоих вариантов. Танк оснастили вспомогательным двигателем мощностью 30 л. с., связанным с электрогенератором. Вспомогательный двигатель и генератор должны были снабжать боевую машину электроэнергией при выключенном основном дизеле. Вооружение и электронное оборудование соответствовали танку Chieftain Mk.5.
Впервые Chieftain-800/900 был показан в 1982 году, после чего в течение нескольких лет демонстрировался на международных выставках вооружений и военной техники. Однако проект не привел к ожидаемому результату. Танк, разработанный специально для экспортных поставок, лишь привлекал внимание потенциальных покупателей. Вероятно, возможных покупателей отталкивали недостаточные ходовые качества бронемашины, которая при 900-сильном двигателе могла разгоняться лишь до 52 км/ч, причем только на шоссе. Так или иначе, за отсутствием контрактов и каких-либо перспектив проект Chieftain-800/900 был закрыт в середине восьмидесятых. Единственный построенный прототип был отправлен в Танковый музей (Бовингтон).

## На вооружении

### Современные операторы
- Ирак — около 300 танков «Чифтен» было захвачено во время ирано-иракской войны и не менее 136 захвачено в ходе вторжения Ирака в Кувейт[9][10], часть из них принята на вооружение[11][12]. Во время вторжения США и их союзников в Ирак они были выведены из строя. В период 2015—2020 годов восстановлено некоторое количество танков «Чифтен» и ремонтно-эвакуационных машин FV4204 ARRV на его базе. Танки используются для вооружения различных шиитских милиций, входящих в состав Сил народной мобилизации[12][13][14].
- Иран — 100 Chieftain Mk3/Mk5, 20 БРЭМ Chieftain ARV, 15 мостоукладчиков Chieftain AVLB[15]. Проходят ремоторизацию на советский В-84 мощностью 840 л. с.[16]

### Бывшие операторы
- Великобритания — около 850 танков на 1992 год[17]. Сняты с вооружения[18]. Всего был выпущен 941 танк для британской армии.[19]
- Иордания — 274 ед. FV4030/2 Khalid на хранении, 55 ремонтно-эвакуационных машин FV4204 Chieftain ARV по состоянию на 2018 год[20].
- Кувейт — 175 танков (2001)[11], сняты с вооружения[21].
- Оман — 27 танков (2001)[11], сняты с вооружения[22].

### Служба
В 1990 году в британской армии находилось 646 танков Чифтен, из них на хранении и в учебках было 286 единиц. Танки Чифтен состояли на вооружении следующих формирований:
- 1-й королевский танковый полк: 57 Чифтен по состоянию на июль 1989 года.[23]
- 4-й королевский танковый полк: 57 Чифтен по состоянию на июль 1989 года.[23]
- 4-й/7-й королевский драгунский гвардейский полк: 57 Чифтен по состоянию на июль 1989 года.[23]
- 5-й королевский иннискиллингский драгунский гвардейский полк: 57 Чифтен по состоянию на июль 1989 года.[23]
- 15-й/19-й Его Величества королевский гусарский полк: 57 Чифтен Mk 11/C по состоянию на июль 1989 года.[23]
- Собственный Её Величества гусарский полк: 57 Чифтен по состоянию на июль 1989 года.[23]
- Королевский гусарский полк: 57 Чифтен по состоянию на июль 1989 года.[23]
- Эскадрон C 14-го/20-го Его Величества гусарского полка: 18 Чифтен Mk10/C по состоянию на июль 1989 года.[23]

## Боевое применение
Как и другие его европейские конкуренты, «Чифтен» широко экспортировался в другие государства, в основном в страны Ближнего Востока. В отличие от своего предшественника, танка «Центурион», «Чифтен» не был принят на вооружение другими государствами блока НАТО и Содружества наций.
«Чифтен» зарекомендовал себя как удачно скомпонованный танк. Ещё одно важное его преимущество заключалось в том, что танк обладал достаточным техническим заделом, позволяющим не только постоянно модернизировать его путём установки новых технических компонентов, но и подстраивать машину под требования местных ТВД. Танк «Чифтен» постоянно модернизировался до начала 1990-х годов, когда его заменил танк «Челленджер», конструкция которого во многом была создана под влиянием Чифтена. Последние модификации Chieftain Mk.9 и Mk.10, стоявшие на вооружении британской армии до 1995 года, отличались новым дополнительным бронированием «стиллбрю» (англ. Stillbrew), усовершенствованной СУО и тепловизионной системой наблюдения у наводчика.
Накладная броня Stillbrew (металлополимерные блоки) была разработана полковником Стиллом и Джоном Брюером, оба являлись сотрудниками MVEE. Решение было принято в результате ирано-иракской войны, когда иранские чифтены показали уязвимость для 125-мм оперённых подкалиберных снарядов танков Т-72, а также для кумулятивных боевых частей ПТУР.
Танки «Чифтен» поставлялись по меньшей мере в шесть стран, в их числе Иран, Кувейт, Оман и Иордания.

### Ирано-иракская война
Самая большая партия машин была продана в Иран: перед революцией 1979 года туда поступило 894 машин модификаций: Mk 3 и Mk 5(P) и 55 Chieftain ARVE. В результате иранская армия имела больше этих танков чем сама Великобритания. События 1979 года прекратили дальнейшие поставки. Перед войной, в 1980 году Великобритания поставила Ираку 29 Chieftain AVRE (аббревиатура от Armoured Vehicle Royal Engineers). Основным военным конфликтом, в котором применялись чифтены, стала Ирано-иракская война, длившаяся с 1980 по 1988 год.
Чифтены были самыми массовыми танками Ирана. К началу войны имелось 894 танка и 55 БРЭМ этого типа. Они были в составе 81-й бронетанковой дивизии (1-я, 2-я и 3-я бригады) в Керманшахе, 92-й бронетанковой дивизии (1-я, 2-я и 3-я бригады) в Хузестане и 88-й танковой бригады (один батальон в Хузестане, остальные на границе Афганистана и СССР). На вооружении каждой бригады находилось по 125 танков «Чифтен». 81-я и 92-я дивизии также имели полк из около 80 лёгких танков «Скорпион». Ирак на начало войны имел 29 БРЭМ на базе чифтенов.
В начале войны иранские танки понесли большие потери, много танков было захвачено. 7 октября 1980 года, во время сражения за город Хорремшехр, танки «Чифтен» открыли огонь из орудий по иностранным гражданским кораблям, запертым в устье реки Шатт-эль-Араб. В результате по меньшей мере 2 сухогруза было потоплено орудийным огнём, а по выжившим морякам в воде был открыт пулемётный огонь, убивший тех кто попытался плыть в иранскую сторону, те кто поплыл в иракскую сторону были спасены. В частности, пулемётным огнём было расстреляно 5 индийских граждан. 11 октября батальон иракских танков Т-55 обошёл Хорремшехр и занял иранский город Даркхавин у реки Карун, иранцы отправили на помощь батальон танков «Чифтен». В результате последовало танковое сражение между батальоном из 40 чифтенов и батальоном Т-55 на дистанции 500 метров. В первом столкновении огнём танков Т-55 было уничтожено 10 иранских танков, после чего начавшие отступление иранцы потеряли ещё 15 чифтенов уничтоженными и брошенными в устье реки Карун. К 14 октября иракская армия дошла до позиций иранских чифтенов в Хорремшехре и к 17 октября уничтожила их практически все.
10 ноября иракцы провели выставку трофейного вооружения в Багдаде, на которой было 58 чифтенов. Они принимались на вооружение 6-й бронетанковой дивизии Ирака. По состоянию на конец 1980 года у Ирака на вооружении имелся 31 танк «Чифтен». 5 — 9 января 1981 года иранские танки приняли участие в крупнейшем танковом сражении войны возле Дизфуля. 300 иранских чифтенов и «Паттонов» сразились с 300 иракскими Т-62. Иранская атака была отбита. По данным Ирака, в трёхдневных боях иранцы потеряли 214 танков. Иран признал потерю только 88 машин, однако иностранные журналисты насчитали куда большее количество подбитых и брошенных иранских танков. Так, по их данным, только лишь на поле боя было оставлено 150 танков, сколько ещё подбитых иранцам удалось эвакуировать остаётся неизвестным. Ирак по подсчётам журналистов потерял примерно 40 танков Т-62. Иранские чифтены неплохо себя показали в битве за Абадан. В ходе июльских боёв под Басрой в 1982 году были отмечены первые встречи с танками Т-72. Около 50 чифтенов в ходе этих боёв были захвачены. После боя Ирак провёл выставку трофейной бронетехники в Багдаде, на ней особо отмечался танк «Чифтен» пробитый насквозь — снаряд иракского танка пробил лобовую броню и вылетел через корму.
В 1982 году из захваченных чифтенов и других иранских танков Ирак сформировал 17-ю бронетанковую дивизию. В 1984 году Великобритания начала восстанавливать захваченные чифтены для нужд иракской армии. Была неподтверждённая информация, что в 1984 году Ирак купил у Кувейта 50 танков «Чифтен» Мк.5. В 1985 году в Великобритании были закуплены запасные части для ремонта трофейных чифтенов, до этого иракцы для ремонта трофейных танков разбирали свои БРЭМ. Иран также искал возможности для поставок запасных частей к танкам. Американцы заявляли что для чифтенов Иран получал запчасти из Израиля.

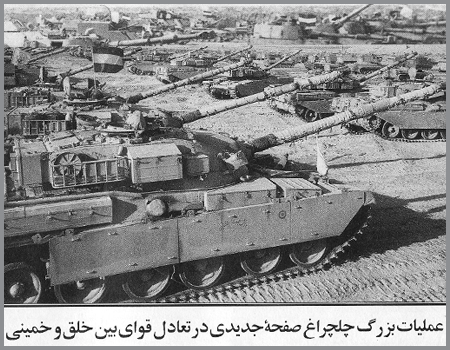
Массовое построение захваченных танков Чифтен, трофеи МЕК в ходе операции «Сорок Звёзд»

Боевые столкновения Т-72 и Чифтена сопровождались тяжёлыми потерями с обеих сторон. Известен случай, когда бригада иранских чифтенов была разгромлена в бою с ротой Т-72. Последний крупный танковый бой чифтены провели во время операции «Сорок Звёзд».
К концу войны у Ирана осталось немногим более 60 чифтенов. У Ирака этих танков к концу войны было больше, чем у Ирана, — всего в ходе войны было захвачено до 300 машин. В 1989 году Ирак, испытывая трудности с ремонтом и техническим обслуживанием танков английского производства, продал Иордании 120 захваченных в войне чифтенов, включая 30 машин в полностью исправном состоянии.

### Кувейтско-иракская война
Чифтены применялись во время кувейтско-иракской войны в 1990 году. Кувейт имел от 165 до 213 танков этого типа. Так, во время «Битвы за мосты» в южном пригороде Кувейт-Сити части бронетанковой дивизии Ирака, оснащённые танками Т-72 и БМП, вошли в Кувейт-Сити и столкнулись с 35-й танковой бригадой Кувейта, имевшей на вооружении 35 танков «Чифтен», — одним из немногих подразделений Кувейтской армии, оказавших организованное сопротивление. Наступление иракских сил на этом участке было ненадолго остановлено. Кувейтцы заявили что в утреннем бою подбили и уничтожили 25 иракских Т-72 и 15 Т-55/Т-62, по более современным данным ни одного иракского танка не было уничтожено в этою бою, кувейтским танкам удалось поразить лишь 1 САУ и несколько грузовиков. В другом танковом бою который произошёл несколько позже, в 14:10, в 5 километрах от города Джахра, отряд из 30 кувейтских танков и БТР попытался остановить иракские танковые части, в результате ожесточённого боя было уничтожено 8 танков Чифтен и 3 M113, после чего кувейтцы начали отступление. Только 18 танков 35-й бригады смогли уйти в Саудовскую Аравию.. Опыт танковых боёв показал, что танки Чифтен не выдерживали попадания и уничтожались даже противопехотными снарядами танков Т-72.
По итогу войны подавляющее большинство танков Чифтен было потеряно. Трофеями Ираку досталось от 136 до 141 полностью исправных танков такого типа, из которых от 50 до 75 были приняты на вооружение иракской армии.

### Операция «Буря в пустыне»
Перед операцией «Буря в пустыне» количество танков «Чифтен» у изгнанной кувейтской армии на территории Саудовской Аравии было увеличено до 80 машин за счёт срочных поставок из Великобритании, они вошли в Ирак в составе Многонациональных сил. У Ирака перед операцией имелось гораздо больше этих танков: 200—300 машин различных модификаций, кроме того имелось несколько Chieftain AVRE, отмечены факты их ограниченного применения. В ходе боевых действий Ирак потерял несколько танков и один БРЭМ.

## Интересные факты
Танки «Чифтен» Великобритания пыталась продавать в другие страны. В частности, Израилю такие танки было предложено купить, несколько было отправлено на испытания, но потом сами британцы передумали, отказалась продавать их и они были возвращены. Когда их грузили на корабли обратно в Великобританию, некоторые западные СМИ распространили дезинформацию, выдавая танки Chieftain за «захваченные арабские Т-62».
Ираку танки «Чифтен» Великобритания предложила купить в 1981 году во время проведения выставки трофейной техники в Багдаде. Предложение было сделано почти сразу после разгрома «Чифтенов» во время крупной танковой битвы на территории Ирана, что произвело негативное впечатление на боевую эффективность данных машин. Командир бронетанковых сил Ирака Салах Аскар ответил на британское предложение: «Нам не нужны ваши ****** танки».

## В массовой культуре

### Стендовый моделизм
Танк Чифтен ограниченно представлен в стендовом моделизме. Сборные пластиковые модели-копии танка Чифтен в масштабе 1:35 выпускаются фирмой Тамия (Япония). Модель отличается средней проработкой и детализацией.

23.05.2015 — фирма Takom продемонстрировала 3D модель базы данного танка.
Фирма Takom выпустила в продажу четыре модификации танка «Чифтен» в масштабе 1:35 Mk 2 (каталожный номер 2040), Mk 5/P (каталожный номер 2027), Mk10 (каталожный номер 2028), Mk11 (каталожный номер 2026).
Фирма Meng выпустила в продажу модель танка «Чифтен» Mk 10 в масштабе 1:35 (каталожный номер TS-051).

### Рок-музыка
Танк Чифтен изображён на обложке альбома 1971 года «Salisbury» группы «Uriah Heep»

### Электронная музыка
Танк Чифтен изображён на обложке альбома 2019 года «No Geography» группы «The Chemical Brothers»

### В компьютерных играх
В большинстве новых игр танк Чифтен будет представлен как ОБТ (основной боевой танк), либо СТ (средний танк).
Танк представлен в модификациях Mk2, Mk6, Mk10 и Mk11 в ММО Armored Warfare. Возможна установка дополнительной броневой защиты «Stillbrew» («Стиллбрю»).
Присутствует в браузерном шутере Red Crucible Firestorm.
Также есть моды для игры «В тылу врага 2: Штурм» добавляющие в эту игру танк Чифтен.
Представлен в массовой многопользовательской онлайн-игре War Thunder, в патче 1.57: «Весенний марш». Танк представлен в модификациях Mk.3, Mk.5, Mk.10 (c накладной бронёй «стилбрю») и занимает шестой ранг ветки развития бронетанковых войск Великобритании.
Представлен в ММО World Of Tanks вариантом Chieftain/T95 — танк выдавался за кампанию на Глобальной Карте под названием «Азиатский Тайфун» за очки славы (в количестве порядка 15 тысяч). В игре является средним танком Великобритании VIII уровня. Также появился тяжелый на X уровне, под названием-T95/FV4201 Chieftain.

### В играх iOS/Android
Представлен в Tanktastic и Armored Aces, а также в World of Tanks Blitz где является тяжелым танком Chieftain/T95 на VIII уровне и тяжелым танком Chieftain Mk.6 на X уровне.
Также Chieftain Mk.10 появился в War Thunder Mobile в обновлении «Грядущий шторм», Chieftain Mk.3 был представлен на бета-тесте, позже был удалëн, но был возвращëн в апреле 2024 в качестве сезонного предложения и продавался за реальные деньги.

### В киноискусстве
Модификацию танка Чифтен с дополнительной броневой защитой «Stillbrew» («Стиллбрю») можно увидеть в фильме «Власть огня».